# Rudyard Kipling

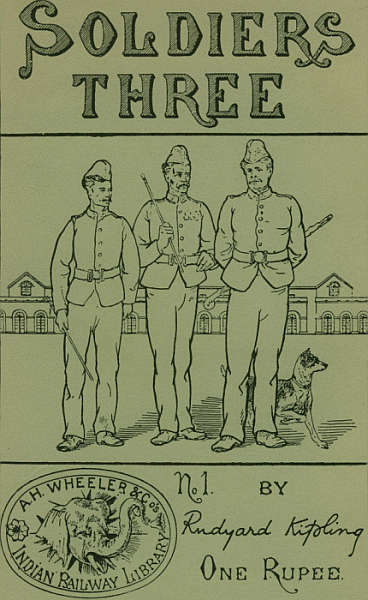
A Három katona indiai kiadása

Joseph Rudyard Kipling ([ˈdʒəʊzɪf ˈɹʌdjəd ˈkɪplɪŋ], Bombay, 1865. december 30. – London, 1936. január 18.) irodalmi Nobel-díjas angol író és költő. Napjainkban leginkább gyermekeknek szóló műveiről ismert, melyek között leghíresebb a Dzsungel könyve (1894).
Édesapja John Lockwood Kipling (1837–1911) metodista lelkész, képzőművészeti iskolai tanár, illusztrátor, szobrász és festő volt, édesanyja Alice Macdonald (1837–1910). 6 éves koráig szüleivel Indiában élt. Tanulmányait Angliában folytatta, majd Indiában lett újságíró.
Bejárta szinte az egész világot. Amerikában 4 évet élt, Európában politikai szerepet is vállalt: lelkes híve volt az angol gyarmatbirodalomnak. Híres regénye továbbá a Kim is (1901), melynek cselekménye Indiában játszódik, és meg is filmesítették. Mesegyűjteménye Az elefántkölyök címen jelent meg. Ha... (1895) című versét több magyar költő lefordította (Kosztolányi Dezső, Devecseri Gábor, Szabó Lőrinc).
A novella művészetének egyik legnagyobb újítójaként tartják számon; gyermekeknek szóló művei a gyermekirodalom örökzöld klasszikusai; legjobb írásai kifinomult, sokoldalú és ragyogó elbeszélő tehetségét mutatják.
A 19. század végén és a 20. század elején Kipling az egyik legnépszerűbb angol próza- és versíró volt. Henry James is csodálattal nyilatkozott zsenialitásáról.
1907-ben irodalmi Nobel-díjat kapott, az angol nyelven alkotó írók közül elsőként, és máig a legfiatalabbként. Többször felajánlották neki a lovagi címet, amit azonban ő mindig visszautasított.
Később George Orwell a „brit imperializmus prófétájaként” emlegette Kiplinget. Sokan előítéletesként és militaristaként értelmezték munkáit, Douglas Kerr mai kritikus szerint Kipling még ma is indulatos vitákat kavar, és máig tisztázatlan, hová helyezzük el az irodalom- és kultúrtörténetben. Azonban mindenképp figyelemre méltó nemcsak kivételes elbeszélőtehetségének köszönhetően, hanem amiatt is, hogy műveiből hű képet kaphatunk arról, milyen lehetett a Brit Birodalomban élni.

## Gyermekkora és ifjúsága

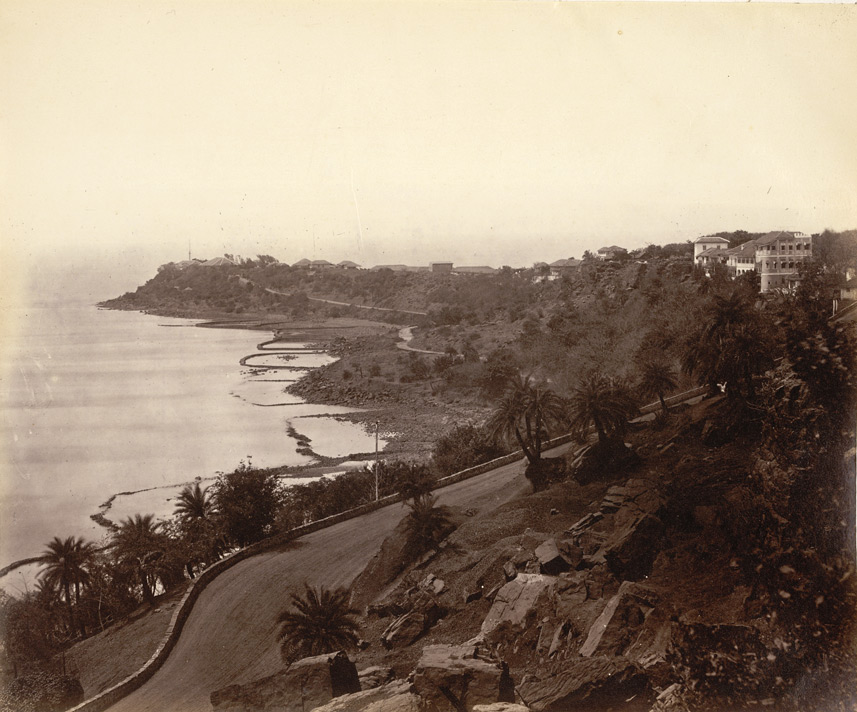
Malabar Hill, Bombay, 1865

Joseph Rudyard Kipling Bombayban született, a brit gyarmati Indiában. Édesanyja Alice MacDonald, akinek minden nővére híres emberhez ment feleségül, édesapja pedig John Lockwood Kipling művésztanár és illusztrátor. Alice Kipling a viktoriánus kor figyelemreméltó gyermeke, élénk és jó kedélyű hölgy volt. Egy indiai alkirály egyszer úgy említette: "Az unalom és Mrs. Kipling nem lehetnek ugyanabban a szobában." Lockwood Kipling, aki szobrászattal és kerámiaművészettel is foglalkozott, az épp akkor alapított bombayi Sir Jamsetjee Jeejeebhoy Művészeti és Ipari Iskola igazgatótanára volt.
Szerelmük hajnalán a Rudyard tónál jártak az angliai Staffordshire-ben, ahol a táj szépsége olyannyira magával ragadta őket, hogy elsőszülött fiuk erről a tóról kapta a nevét. Nénjei házassága révén Kipling rokonságban állt Stanley Baldwinnal, aki háromszor lett Nagy Britannia konzervatív párti miniszterelnöke az 1920-as és 1930-as években. Kipling születési helyére ma is ellátogathatunk, bár az eredeti épületet lerombolták. A Sir J.J. Művészeti Iskola területén lévő épületet 2007 novemberében múzeummá nyilvánították az itt született szerző és műveinek tiszteletére.

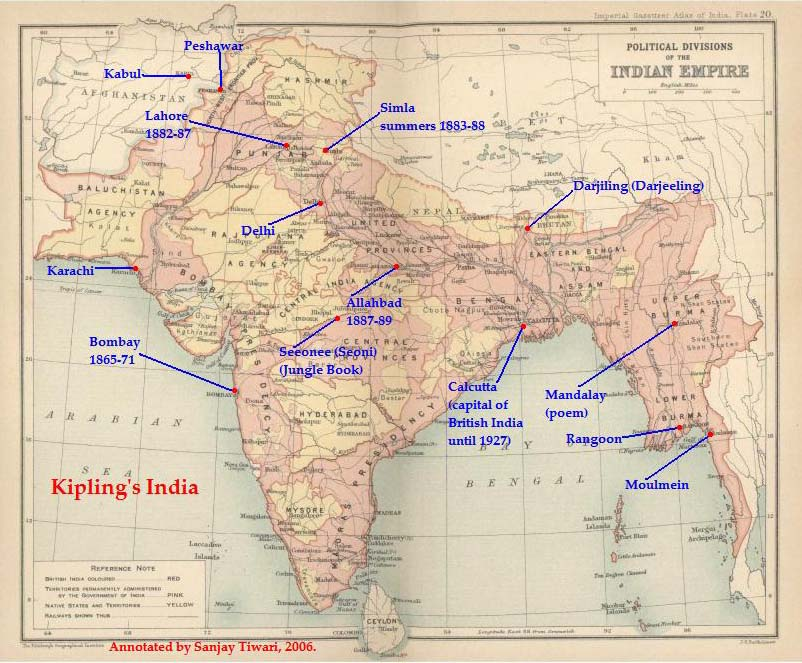
Kipling Indiája: Brit India térképe

Bernice M. Murphy irodalomprofesszor azt írja, mivel Kipling szülei anglo-indiaiaknak tartották magukat, csakúgy, mint a többi, a 19. században Indiában élő brit, ezért az író is ezt vallotta magáról. Mivel azonban élete legnagyobb részét másutt töltötte, a műveiben gyakran olvashatunk az identitás és a nemzethűség összetett problémáiról. Kipling így írt ezekről a konfliktusokról: "Mielőtt aludtunk egyet a délutáni hőségben, a portugál ayah (dada) vagy Meeta, a hindi inas mesélt nekünk és felejthetetlen indiai altatókat énekeltek, aztán felöltöztettek minket, és azzal küldtek át a szalonba, hogy “most beszéljetek szépen 'angolul' anyuval és apuval”. Úgy beszéltünk 'angolul', hogy megpróbáltuk ügyetlenül szabatosan megfogalmazni a népi kifejezéseket, amiket gondolatainkba és álmainkba szőttünk.".

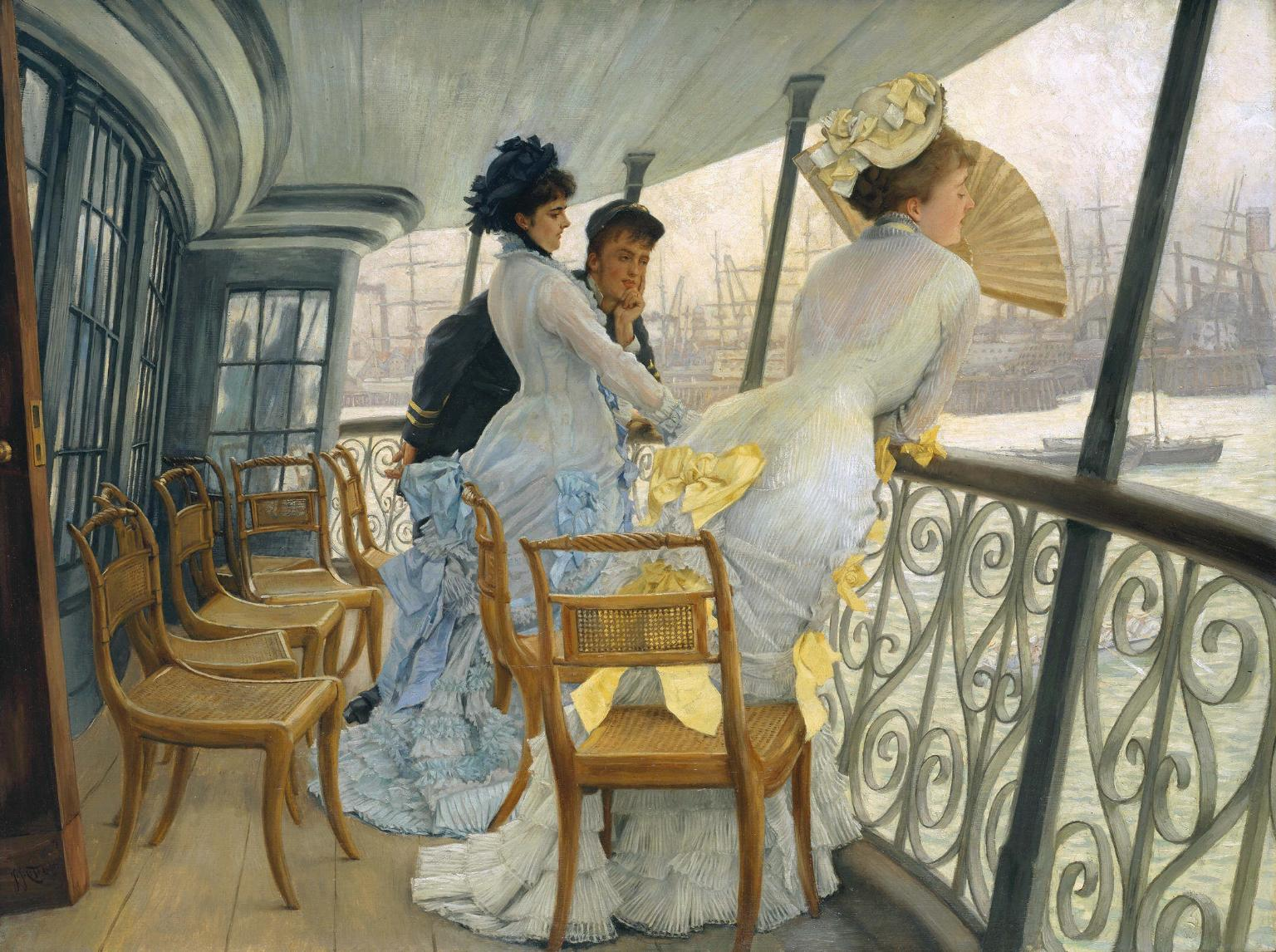
A HMS Calcutta (1831) galériája (Portsmouth), 1876

Kipling hatéves korában elkerült Bombayből. Az akkori szokás szerint hároméves Alice húgával együtt Angliába küldték őket. Hat évig éltek Southsea-ben, a Holloway házaspárral, akik Indiában élő britek gyermekeit nevelték. 65 évvel később kiadott önéletírásában Kipling felidézte az itt töltött idő rossz emlékét, amit a Mrs Holloway részéről megtapasztalt kegyetlenség és semmibevétel különös elegye jelentett. Kipling húgával jobban bántak Hollowayék, mivel a nevelőanya azt remélte, hogy Alice fia felesége lesz majd. A Kipling gyerekek időnként meglátogatták Angliában élő rokonaikat. Kipling különösen a londoni nagynéninél töltött időket élvezte, olyan volt ez számára, mint a paradicsom, ami megmentette. 1877 tavaszán anyja visszatért Indiából, és elhozta gyermekeit Hollowayéktől. Kipling kedves nénje többször szemrehányást tett a kisfiúnak, amiért nem szólt a rossz bánásmódról, amelyben részük volt. Az író erre így emlékszik vissza: "A gyerekek alig szólnak többet az állatoknál, hiszen amit átélnek, azt öröktől fogva valónak gondolják. Ráadásul a bántalmazott gyerekek pontosan tudják, mire számíthatnak, ha elárulják börtön-otthonuk titkait".
1878 januárjában Kipling felvételt nyert a United Services College nevű devoni intézménybe, amely a brit hadsereg tagjainak képezte ki a fiúkat. Bár kezdetben nehéznek érezte az iskolát, később szoros barátságokat kötött itt, és ez az iskola lett a helyszíne több gyerektörténetének. Itteni iskolaévei alatt esett szerelembe Trix ismerősével, Florence Garrarddal, akiről első regénye, az Elhalványult fény (The Light that Failed, 1891) Maisie nevű szereplőjét mintázta.
Tanulóideje végén kiderült, hogy nincs elég tehetsége egy oxfordi ösztöndíjhoz, a szülei pedig nem tudják finanszírozni tanulmányait, így Lockwood Kipling a mai Pakisztán területén levő Lahoreban szerzett munkát fiának, ahol az apa a művészeti főiskola igazgatója és a Lahorei Múzeum kurátora volt. Az író a Civil & Military Gazette című helyi újság segédszerkesztője lett.
1882 szeptemberében Indiába hajózott, ahol a látványok és szagok felidézték benne gyermekkorát, és az akkor hallott, teljesen meg nem értett, beleivódott népi kifejezéseket. Az ideérkezés megváltoztatta Kiplinget, angliai rossz élményeit feledtették, és később sem nyomasztották.

Könyvei külső borítóján, illetve belső címlapján később gyakran feltűnt a szvasztika, amit a jó szerencse jelképeként használt egészen addig, amíg a nemzetiszocialisták el nem kezdték használni azt.

## Első utazásai
A lahore-i Civil és katonai híradó (Civil and Military Gazette), amelyet Kipling "úrnőként és igaz szerelmeként" emlegetett hetente hatszor jelent meg egész évben, kivéve egy egyhetes karácsonyi, és ugyanannyi húsvéti szünetet. Stephen Wheeler szerkesztő keményen dolgoztatta Kiplinget, akinek írói szükségletei kielégíthetetlennek bizonyultak. 1886-ban kiadta első verseskötetét Szolgálati nóták (Departmental Ditties) címmel. Ugyanabban az évben új szerkesztő került az újság élére Kay Robinson személyében, aki nagyobb teret adott Kipling kreativitásának, és felkérte, hogy írjon novellákat a lapba.
1883 nyarán Kipling ellátogatott Simla népszerű hegyi városkájába, a brit India nyári fővárosába. Az indiai alkirály és a kormány szokása volt, hogy fél évre Simlába helyezték a székhelyüket, ezzel téve a helyet a "hatalom és a pihenés központjává". Kipling családja minden évben ellátogatott ide, sőt az író apját a helyi keresztény templom szolgálatára hívták. Az író 1885 és 1888 itt töltötte éves szabadságát, és Simla fontos szerepet kapott a Gazetteben megjelenő elbeszéléseiben. Kipling így ír erről: "Egy hónapos nyári szabadságom minden egyes arany órája csupa öröm volt. Hőségben és kényelmetlenségben kezdődött úton és vasúton, aminek a vége egy hűvös este, a kandallóban tűz ropog, másnap reggel – sőt, utána még harminc reggelen át!- Anya behoz egy csésze teát, és mindannyian végre sokat beszélgetünk. Az ember nyugodtan dolgozhatott bármin, ami csak eszébe jutott, és általában sok minden jutott eszébe." Amikor visszatért Lahore-ba, mintegy 39 történetet publikált a Gazetteben 1886 novembere és 1887 júniusa között. E történetek többsége megjelent Egyszerű hegyi történetek (Plain Tales from the Hills) című első prózai gyűjteményében, amely nem sokkal 22. születésnapja után, 1888 januárjában látott napvilágot Kalkuttában. A Lahore-ban töltött időnek vége szakadt 1887 novemberében, amikor Kiplinget a Gazette nagyobb testvéréhez, a The Pioneer (Az úttörő) című laphoz helyezték át Allahabadba.
Frenetikus tempóban folytatta az alkotást, és a következő évben hat novelláskötetet adott ki: Három katona (Soldiers Three), Gadsbyék története (The Story of the Gadsbys), Fekete és fehér (In Black and White), A deodarfák alatt (Under the Deodars), A fantomriksa (The Phantom Rickshaw), és a Wee Willie Winkie, összesen 41 írást, köztük néhány elég hosszút. Ezen kívül a The Pioneer rajputanai tudósítójaként számos vázlatot készített, amelyek később Letters of Marque címen lettek összegyűjtve, és a Tengertől tengerig és más vázlatok, úti levelek kötetben jelentek meg.
1889 elején egy vita után a The Pioneer felmentette Kiplinget a kötelezettségei alól. Az író ekkor többet kezdett gondolkodni a jövőjén. Hat kötetének szerzői jogát eladta, az Egyszerű történetek kötetet 50 fontért; a The Pioneertól pedig felmondás helyett megkapta hat havi fizetését. Ebből a pénzből Londonba, a brit birodalom irodalmi fővárosába akart utazni. 1889 márciusában elhagyta Indiát, és a Rangun-Szingapúr-Hongkong-Japán útvonalon át San Franciscóba utazott. Amerika minden fontos nagyvárosába ellátogatva továbbra is írt cikkeket a The Pioneer számára, amelyek szintén olvashatók a Tengertől tengerig és más vázlatok, úti levelek kötetben. Utazása során találkozott Mark Twainnel, akinek jelenlétében egészen megilletődötten érezte magát. Az Atlanti-óceán átszelése után Kipling 1889 októberében érkezett Liverpoolba, majd hamarosan sikeresen debütált a londoni irodalmi életben.

## Írói útja

### Londonban
Londonban Kipling számos történetét adta el különböző magazinszerkesztőknek. Talált egy helyet, ahol két évig lakott: 
 A Villiers Street a Stranden 46 éve még primitív és szenvedélyes szokásokkal és lakókkal volt tele. A szobáim ugyan kicsik voltak és nem túl rendesek, de a dolgozószobám ablakából a szemben levő Gatti Koncertterem bejáratán át majdnem a színpadig láthattam. Egyik oldalról a Charing Cross állomás vonatai, a másik oldalról a Strand zaja dübörgött álmomban, az ablakaim alatt azonban a vén Temze apó sétáltatta forgalmát a Shot Towernál. 
A következő két év folyamán előbb megjelentette The Light That Failed című regényét, nem sokkal ezután idegösszeomást kapott, majd találkozott Wolcott Balestier amerikai íróval és kiadóval, akivel együtt dolgozott a A Naulahka című regényen (rá nem jellemző módon Kipling rosszul írta ezt a szót). 1891-ben orvosi tanácsra újabb tengeri útra indult, amelynek során a karácsonyt Indiában töltötte a családjával, ám amikor Wolcott Balestier hirtelen haláláról hallott, visszatért Londonba. Indulás előtt táviratban kérte meg Wolcott Caroline (Carrie) nevű testvérének kezét, akivel az év elején ismerkedett meg. Ugyanannak az évnek a végén jelent meg az Indiában élő britekről szóló elbeszélésgyűjteménye Life's Handicap címmel Londonban.
A 29 éves Carrie Balestier és a 26 éves Rudyard Kipling 1892. január 28-án házasodtak össze Londonban. A menyasszonyt Henry James kísérte az oltárhoz.

### Az Egyesült Államokban

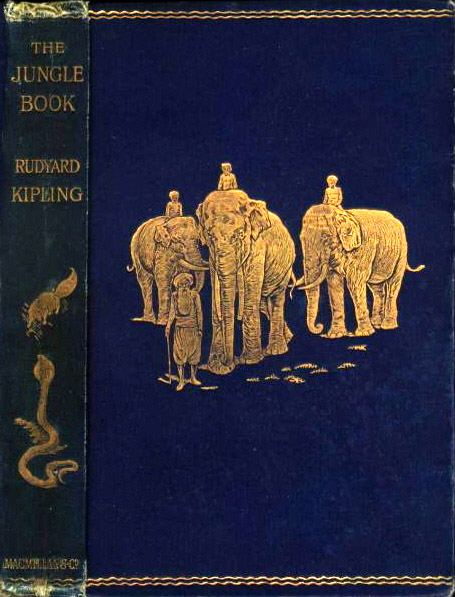
A Dzsungel könyve első kiadásának borítója

Az ifjú pár nászútra indult, melynek egyik állomása a Balestier család vermonti birtoka volt, majd Japánba utaztak. Jokohamába érkezve megtudták, hogy bankjuk csődbe ment. Visszatértek Vermontba. Carrie ekkor már első gyermekükkel volt várandós. Egy kis kunyhót béreltek egy Brattleboro melletti gazdaságban. Nagyon szerényen rendezkedtek be, de boldogan éltek.
Ebben a házban, az Örömkunyhóban (Bliss Cottage) született első gyermekük, Josephine, "1892 december 29-ének éjjelén, három lábnyi hóban. Mivel édesanyja születésnapja ugyanazon hónap 31-én, az enyém pedig 30-án van, gratuláltunk neki a tökéletes időzítéshez..."
Ugyanebben a decembertől áprilisig a hó fogságában álló házban kapott ihletet Kipling A dzsungel könyvéhez (The Jungle Book), amelyben az indiai erdőségben élő, farkasok nevelte fiú a főszereplő. Josephine érkezésével az Örömkunyhó kicsinek bizonyult, így a pár vett egy darab földet az asszony bátyjától, és saját házat építettek.
Wolcott és a vele folytatott munka emlékére kapta a ház a "Naulakha" nevet (ezt ezúttal Kipling a jó helyesírással írta). A Lahoreban töltött idő alatt az író lelkes híve lett a mogul építészetnek elsősorban a Lahore erődje területén álló Naulakha pavilon, amely egyik regénye címét és háza nevét ihlette. A ház ma is a Kipling Roadon áll, három mérföldnyire északra Brattleborotól. Vermonti elszigeteltsége, amelyhez hozzájárult egészséges, "józan, tiszta élete", Kiplinget kezdeményezővé és termékennyé tette.

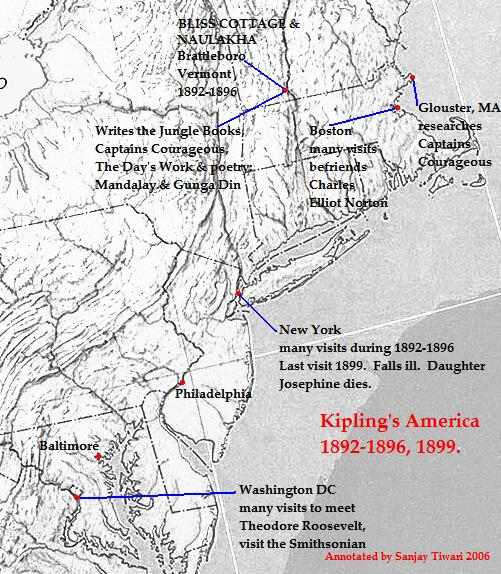
Rudyard Kipling Amerikája 1892–1896, 1899

Négy év leforgása alatt A dzsugel könyvén kívül egy sor novellát írt (A napi munka – The Day's Work), egy regényt (Bátor kapitányok – Captains Courageous), valamint versek tömkelegét, többek között A hét tenger (The Seven Seas) kötetet. Különösen élvezte A dzsungel könyve történeteinek írását, főleg a könyv kapcsán neki író gyerekekkel való levelezést.
A Naulakha írását időközben félbeszakította a szerző látogatóinak érkezése. Nyugdíjazása után nem sokkal eljött hozzá édesapja, valamint Arthur Conan Doyle brit író, aki golfleckéket is adott neki. Úgy tűnik, Kipling élvezte a játékot: havas tájon piros labdával játszott. Azonban a téli játék nem volt annyira kedvére, mivel ha a labda megcsúszott egy lejtőn, könnyen a Connecticut folyóba esett.
Minden beszámoló arról tanúskodik, hogy Kipling nagyon szeretett a szabadban lenni, elsősorban pedig a vermonti őszi levélhullás nyűgözte le, erről levelei tanúskodnak.
1896 februárjában született második gyermekük, Elsie. Ekkor kapcsolatuk már nem volt könnyed és spontán. Bár mindig hűségesek maradtak egymáshoz, úgy tűnt, a kapcsolatuk kiürült. A 29 éves író erről barátjának írt levelében vall.
Kiplingék talán egész életüket Vermontban élték volna le, azonban a nemzetközi politika és a családi összhang hiánya véget vetett ennek. Egy Venezuela és Brit Guyana közötti határvita miatt kialakult angol-amerikai krízis háborús hangulatot teremtett az Egyesült Államokban. Az író keményen ellenállt az elsősorban az amerikai sajtóban jelenlevő britellenes érzelmeknek. Egy levelében így fogalmazza ezt meg: "úgy érzem magam, mint akire borosüveggel céloznak egy baráti vacsora közben." 1896 januárjában úgy döntött, véget vet családja amerikai életének, és máshol próbálnak szerencsét.

### Devonban
Egy családi probléma volt az utolsó csepp a pohárban. Carrie és bátyja között egyre romlott a viszony Beatty iszákossága miatt. 1896 májusában Beatty részegen támadott sógorára a nyílt utcán, és bántalmazással fenyegette. Az eset után Beattyt letartóztatták, viszont a történet nagy port kavart a sajtóban, és az íróra irányította a figyelmet. Emiatt Kiplingnek egyáltalán nem volt többé magánélete, ami kimerítette és elcsüggesztette őt. 1896 júliusában Kipling összecsomagolta a holmiját, és örökre elhagyta nemcsak Naulakhát, hanem az Amerikai Egyesült Államokat is.
1896 szeptemberében a Kipling család az angliai Devon tengerpartján fekvő Torquaybe költözött. Az író továbbra is produktív és társadalmilag aktív volt. Kipling mostanra hires lett, és az előző 2–3 évben írásaiban egyre inkább hangot adott politikai állásfoglalásának. 1897 augusztusában megszületett fia, John. Ugyanakkor kezdett két költeményen dolgozni: "Recessional" (1897) és "A fehér ember terhe" (The White Man's Burden, 1899) amelyek megjelenésükkor vitákat váltottak ki. Egyes vélemények szerint a felvilágosult és kötelességtudó birodalomépítés himnuszai (amivel a viktoriánus kor hangulatát idézik), míg mások az arcátlan imperializmus propagandájának tartották ezeket a verseket faji megnyilvánulásai miatt, ugyanakkor olyanok is voltak, akik a költeményekben iróniát és a birodalomra leselkedő veszélyeket látták.
Termékeny íróként – mivel egyik műve sem könnyen kategorizálható – a Torquayben töltött idő alatt írta a Stalky és társa (Stalky & Co) című gyerektörténet-gyűjteményt (amely a Westward Ho!-ban átélt tapasztalatai alapján született). Ennek ifjú főszereplői mindentudó cinizmussal tekintenek a patriotizmusra és a tekintélyre. Családja beszámolói szerint Kipling nagy élvezettel olvasott föl nekik a Stalky és társából, sőt időközönként nevetőgörcsöt kapott a saját maga által írt tréfákon szórakozva.

### Dél-Afrikában

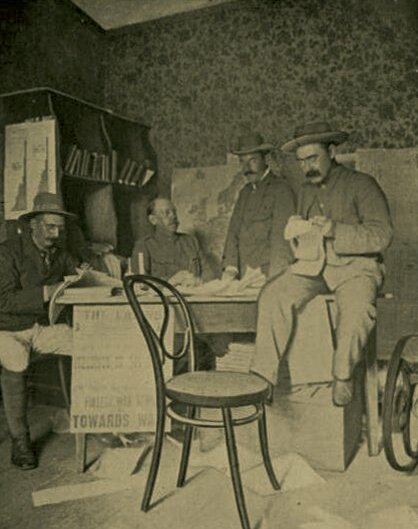
Kipling Dél-Afrikában

1898 elején Kipling családjával Dél-Afrikába utazott téli üdülésre, és ez egészen 1908-ig minden évben hagyomány lett náluk. A Birodalom költőjének kijáró újonnan szerzett elismerése révén melegen üdvözölték őt a Cape Colony politikusai: Cecil John Rhodes, Sir Alfred Milner, Leander Starr Jameson. Kipling nagyra becsülte barátságukat és nagy csodálója volt mindhármuknak, és az általuk folytatott politikának. Visszatérve Angliába Kipling a búr háborút vívó britek mellett szólt verseiben. 1900 elején ismét Dél-Afrikába utazott, ahol segített a Barát (The Friend) című lap beindításában, amely az újonnan létrehozott Orange Free State fővárosában, Bloemfonteinben állomásozó brit katonáknak szólt. Először dolgozott újra újságnak, mióta tíz évvel azelőtt búcsút mondott az Úttörőnek. Újságírói munkája most csupán két hétig tartott. Cikkeket is írt, amelyekben a konfliktussal kapcsolatos véleményét fogalmazta meg.

### Más írásai
Kipling további klasszikussá vált gyermekirodalomhoz kezdett anyagot gyűjteni. A Mesék (Just So Stories for Little Children) 1902-ben jelent meg, egy évvel a Kim című regény után, amely szintén maradandó műnek bizonyult.
A család 1899-es amerikai útján legnagyobb lányuk, Josephine tüdőgyulladást kapott, amibe később belehalt. Az első világháború idején a háború tengerészeti témáiról írt esszéi és versei The Fringes of the Fleet címmel jelentek meg egy kötetben. Versei közül néhányat Edward Elgar angol komponista zenésített meg.
Kipling két tudományos-fantasztikus novellát írt: Az éjjeli postával (With the Night Mail, 1905) és Könnyű, mint az ábécé (As Easy As A. B. C, 1912). Mindkettő a 21. században játszódik, a Kipling által elképzelt Aerial Board of Control világában, és a legkomolyabb modern sci-fi történetek közé illenek.
1934-ben a Strand Magazine-ban látott napvilágot a "Proofs of Holy Writ" című novellája, aminek állítása szerint William Shakespeare segített a King James Bible prózai nyelvezetének finomításában. Részt vett a növekvő német tengeri készültségre adott brit válasz körüli vitában. Ennek kapcsán keletkezett A létező flotta (A Fleet in Being) címen összegyűjtött cikksorozata 1898-ban.

### Pályája csúcsán
A 20. század első évtizedében Kipling fürdött a népszerűségben. 1907-ben első angol nyelvű szerzőként tüntették ki az irodalmi Nobel-díjjal "megfigyeléseinek pontosságáért, fantáziájának eredetiségéért, gondolatainak férfiasságáért és kiemelkedő elbeszélő tehetségéért, melyek e világhírű szerző műveit jellemzik." A december 10-én stockholmI díjátadáson C. D. af Wirsén, a Svéd Akadémia elnöke méltatta az írót és három évszázad angol irodalmát.
1906-ban jelent meg a Puck a pooki dombokon (Puck of Pook's Hill), majd 1910-ben a Jutalmak és tündérek (Rewards and Fairies) című próza- és versgyűjteményei, az utóbbiban a "Ha..." című költemény. Egy 1995-ös BBC közvéleménykutatás szerint ez a britek kedvenc verse. Ez a fegyelmezettségre és sztoicizmusra buzdító költemény Kipling leghíresebb verse.
Sokan tették már fel a kérdést, hogy miért nem lett Kipling Poeta Laureatus. Egyes állítások szerint felajánlották ezt neki, de ő elutasította. Meglepő módon a tények arról tanúskodnak, hogy Viktória királynő nem hagyta jóvá Kipling kinevezését.[forrás?].

## Az első világháború hatása
Mivel Kipling a 19. század végi terjeszkedő és magabiztos európaiság képviselője volt, az első világháborúban és azt követően hírnevének egyértelmű elhalványulását lehetett sejteni. Személyes tragédiája is beárnyékolta ezt az időszakot, mivel 1915-ben fia meghalt a loosi csatában. Emlékére írta a A fiam, Jack (My Boy Jack) című költeményét, melynek egy színdarab és egy televíziós adaptáció lett a feldolgozása, valamint a Rudyard Kipling: Az emlékezés meséje (Rudyard Kipling: A Remembrance Tale) című dokumentumfilm. Az író bűnösnek érezte magát, amiért a csupán 17 éves Johnt, akit gyenge látása miatt nem akartak besorozni, bejuttatta az Ír Nemzeti Gárdába.
Részben e tragédia miatt csatlakozott Kipling a Sir Fabian Ware jóvoltából létrejött sírgondozó bizottsághoz (Imperial War Graves Commission, mai nevén Commonwealth War Graves Commission), amelynek tagjai a világ minden táján az elhunyt nemzetközösségi katonák emlékére kert-szerű hadisírokat létesítettek és gondoznak. Kipling választotta a nagyobb sírköveken látható "Nevük örökké fennmarad" (Their Name Liveth For Evermore) idézetet a Bibliából, valamint az "Isten ismeri" (Known unto God) mondatot az ismeretlen katonák síremlékére. Ezenkívül két kötetben megírta annak a seregnek a történetét, amelyik szolgálatában a fia harcolt. Az 1923-ban megjelent mű a hadtörténet egyik legragyogóbb darabja. A "Kertész" (The Gardener) című novella a katonai temetőkben tett látogatásokat írja le. A személygépkocsi népszerűvé válásának köszönhetően Kipling sok angliai és külföldi utazásra indult (bár legtöbbször nem ő vezetett), és útjairól beszámolókat írt brit lapoknak.
Kipling több versében és írásában tett említést a mérnöki munkával kapcsolatban. Erre válaszként 1922-ben a Torontoi Egyetem egyik mérnökprofesszora felkérte, hogy segítsen neki a végzős hallgatók méltó diplomaosztó ünnepségének kialakításában. Az író örömmel látott munkához, így jött létre a A mérnöki hivatás rituáléja (The Ritual of the Calling of an Engineer) c. alkotás. A végzős mérnökök Kanada minden egyetemén ma is egy vasgyűrűt kapnak ajándékba, emlékeztetőül a társadalom iránti elkötelezettségükre. Ugyanabban az évben a skóciai St. Andrews Egyetem rektora lett, ezt a címét 1925-ig viselte.

## Halála és öröksége
Kipling az 1930-as évek elejéig folytatta a munkát, ám lassabb tempóban és egyre kevesebb sikerrel. 1936. január 18-án halt meg perforált gyomorfekély következtében fellépő belső vérzés miatt, 70 esztendős korában (két nappal V. György előtt). Tévedésből korábban jelentették meg a halálhírét, amire Kipling így reagált: Épp most olvastam, hogy halott vagyok. Ne felejtsenek el törölni az előfizetők listájáról.
Rudyard Kipling hamvait a Poets' Corneren, a Westminster apátság déli kereszthajójában helyezték örök nyugalomra, több kimagasló irodalmi személyiség földi maradványai mellé.

### Posztumusz elismerése
Több íróra volt nagy hatással Kipling munkássága, többek között Edmund Candlerre. Halála után azonban kritikai megítélése negatívabb lett.[forrás?] A költészeti trendek eltértek Kipling szabályos verslábaitól és rímeitől. Ráadásul ahogy a század közepén összeomlottak az európai birodalmak, írásai elvesztették időszerűségüket. Ellenzői véleménye szerint Kipling írásai csak az író társadalmi-politikai nézeteivel együtt értelmezhetőek, és ezek fényében indiai szereplőinek ábrázolása fajgyűlölő. Ugyanakkor figyelemreméltó világpolgár szemléletről is tanúságot tesz és meglepő tiszteletet mutat a nem európaiak iránt. Ennek egyik példája, ahogyan a „Recessional” című költeményben kifigurázza II. Vilmos német császárnak a kínai boxerlázadás kapcsán elhangzott, egy „magasabb” törvényre vonatkozó megjegyzését. [forrás?]. Érvként többen idézik Kiplingtől „A fehér ember terhe” című költemény „félig ördög, félig gyermek” sorát a gyarmatokon élőkre való utalásként. George Orwell Kiplingről írt esszéjében azonban arra sorol magyarázatokat, hogy ezek a gondolatok majdnem biztosan a náci németekre utalnak, és azt állítja, hogy a költemény valójában mind a brit, mind a német hatalmi politika bírálata. Egy másik novella, A királynő szolgái (The Servants of the Queen) történetét egy katonai tábor állatai mesélik el, akik azon gondolkodnak, vajon mire valók az emberek háborúi. A mű egyértelmű háborúellenes üzenetet közvetít, valamint finoman kigúnyolja az Afganisztán ellen háborúzó angolokat, akik annak ellenére elbuktak, hogy több fegyvert vonultattak fel, mint egy évszázaddal később a Szovjetunió.[forrás?]

### Kapcsolata a cserkészettel
Kipling erős szálakkal kötődott a cserkészmozgalomhoz. Robert Baden-Powell, a mozgalomalapító több témát használt fel A Dzsungel könyve történeteiből és a Kimből: a Farkaskölykök ifjúsági mozgalom nevét, a felnőtt segítők nevét és sorolhatnánk.

### Vélemények költeményeiről és írásairól
A faji attitűdök és a költészettel szembeni irodalmi követelmények változása ellenére Kipling költészete továbbra is népszerű azok körében, akik "életerősnek" látják azt. Még egy nagyon más stílusú költő, T. S. Eliot is szerkesztett Kipling-kötetet Kipling válogatott versei (1943) címmel, bár előszavában azt írja róla, hogy "[Kipling] alkalmi költő volt – még akkor is, ha véletlenül írt verset!" Kipling felnőtteknek szóló történetei szintén több kiadást megértek és olyan írók nagyrabecsülését vívták ki, mint Poul Anderson, Jorge Luis Borges, és George Orwell. Kiplinget mégis gyermekkönyveiért szeretik leginkább. A dzsungel könyve számtalan filmes változatban ismert, jó néhány költeményét pedig Percy Grainger megzenésítette. 1964-ben a BBC sorozatot sugárzott történeteiből.
Harold Adrian Russell Philby szülei Kipling akkoriban rendkívül népszerű Kim című regénye nyomán választották fiuknak ezt a becenevet.

### Kipling otthona Burwashban
Az író felesége 1939-ben hunyt el. Ekkor otthonuk, a Burwash-beli "Bateman's" a történelmi jelentőségű és természeti értékű helyek megőrzéséért felelős hivatal (National Trust for Places of Historic Interest or Natural Beauty) gondozásába került, akik a szerző emlékére rendezték be, és múzeumként látogathatóvá tették a nagyközönség számára. A család három gyermeke közül csak Elsie érte meg a felnőttkort, ám ő 1976-ban gyermektelenül halt meg, és a birtokában levő szerzői jogokat ugyanerre a hivatalra hagyta. Az Egyesült Királyságban létezik egy aktív Kipling Társaság (Kipling Society).

### Elismerése Indiában
A mai modern Indiában, ahonnan az író a legtöbbet merítette, még mindig ellentmondásos a megítélése, elsősorban a modern hindu nacionalisták és néhány poszt-koloniális kritikus körében. India első miniszterelnöke, Pandit Dzsaváharlál Nehru azonban mindig a Kimet vallotta kedvenc regényének. 2007 novemberében pedig az író születésének helyén múzeumot hoztak létre Kipling és művei tiszteletére.

## Művei
- Riki-tiki-tévi (1894)
- Szolgálati nóták (Departmental Ditties, 1886, versek)
- Egyszerű hegyi történetek (Plain Tales from the Hills, 1887, rövid elbeszélések)
- Három katona (Soldiers Three, 1888)
- Gadsbyék története (The Story of Gadsbys, 1888)
- Fekete és fehér (In Black and White, 1888)
- A deodarfák alatt (Under the Deodars, 1888)
- A fantomriksa és más történetek (The Phantom Rickshaw and Other Tales, 1888)
- Kaszárnya balladák (Barrack Room Ballads, 1892, versek)
- A dzsungel könyve (The Jungle Books : 1–2. köt., 1894–1895, ifjúsági irodalom, próza)
- Ha... (If, 1895, versek)
- A három kópé (Stalky and Co., 1899, elbeszélések)
- Kim (1901, regény)
- Mesék/Elefántkölykök (Just So Stories for Little Children, 1902, ifjúsági irodalom)
- Ügyletek és felfedezések (Traffics and Discoveries, 1904)
- Puck a pooki dombokon (Puck of Pook’s Hill, 1906, ifjúsági irodalom, próza és vers együtt)
- Jutalmak és tündérek (Rewards and Fairies, 1910, ifjúsági irodalom, próza és vers együtt)
- Sírfeliratok (Epitaphs of the War: 1914–1918, 1919, verskoszorú)[50]
- Szárazföldi és tengeri történetek (Land and Sea Tales, 1923, elbeszélések)
- A Száz Bánat Kapuja (elbeszélések)
- Versek (Poems, 1886–1929, 1929)
- Valami magamról: önéletrajz (Something of Myself, 1937)

## Magyar fordítások

### 1919-ig
- Elborult világ. Regény, 1–2.; ford. Ny. J.; Athenaeum, Bp., 1893 (Az Athenaeum olvasótára)
- Papi áldás nélkül. Regény; Magyar Hírlap, Bp., 1898
- Indiai történetek. 1–3. sorozat; ford. Mikes Lajos; Lampel, Bp., 1898 (Magyar könyvtár)
- Indiai történetek. Elbeszélések, 1–2.; ford. Zoltán Vilmos; Gross, Győr, 1899 (Egyetemes könyvtár)
- Történetek az őserdőből; ford. Békési Gyula; Athenaeum, Bp., 1899
- A dzsungel könyve, 1–3.; ford. Mikes Lajos; Lampel, Bp., 1899–1902 (Magyar könyvtár)
- Rudyard Kipling–Edgar Allan Poe versei; ford. Pásztor Árpád, Szebenyei József; Sebő, Nagyvárad, 1904
- A hídépítők. Indiai történet; Vass, Bp., 1902
- Gyermekmesék; ford. Mikes Lajos; Lampel, Bp., 1903
- A birmai leányzó és más elbeszélések; Freund, Bp.–Bécs, 1904 (Modern írók könyvtára)
- A fekete Jack és más elbeszélések; Freund, Bp.–Bécs, 1904 (Modern írók könyvtára)
- Purun Bhagat csodája és egyéb elbeszélések; ford. Demény Dezső; Országos Irodalmi Rt., Bp., 1908
- Újabb dsungel-történetek; ford. Békési Gyula; Lampel, Bp., 1909 (Magyar könyvtár)
- Muszkák foglya és egyéb történetek; ford. Benedek Marcell; Lampel, Bp., 1919 (Magyar könyvtár)
- Hanuman isten bélyege. Indiai történet; ford. Vécsey Leó; Muzsa, Bp., 1919 (Különös könyvek)

### 1920–1944
- Történetek, mesék; ford. Bartos Zoltán; Világirodalom, Bp., 1920 (Világirodalom könyvtár)
- A pillangó. Az eredeti teljes szöveg és hű fordítása; ford. Czobor Béla, Lantos, Bp., 1920 (Kétnyelvű klasszikus könyvtár)
- Kim. Regény; ford. Bartos Zoltán; Világirodalom, Bp., 1920
- A rőzsés fiú; ford. Reichard Piroska; Athenaeum, Bp., 1921 (Modern könyvtár)
- A gyöngy-elefánt. Elbeszélések; ford. Bartos Zoltán; Genius, Bp., 1923? (Genius könyvtár)
- Három kópé; ford. Benedek Marcell, ill. Pólya Tibor; Genius, Bp., 1923 (Az ifjúság szépírói)
- Vitéz kapitányok... Történet a nagy zátonyokról. Regény; ford. Bartos Zoltán; Athenaeum, Bp., 1924 (Az angol amerikai irodalom remekei)
- Tévedésből; Szent István Tápszerművek, Bp., 1926 (Szent István könyvtár)
- Naulahka. Regény; ford. Déry Tibor; Pantheon, Bp., 1927 (A regény mesterei)
- A fény kialudt. Regény; ford. G. Beke Margit; Pantheon, Bp., 1927 (A regény mesterei)
- Suddhoo házában és más indiai történetek; ford. Pantl Kálmán; Lampel, Bp., 1929 (Magyar könyvtár)
- A dzsungel világa; ford. Benedek Marcell, ill. Haranghy Jenő; Hungaria, Bp., 193?
- A dzsungel könyve és az új dzsungel-könyv; ford. Benedek Marcell, ill. Haranghy Jenő; Győző Andor, Bp., 1930
- Három katona; ford. Balassa József; Franklin, Bp., 1930 (Külföldi regényírók)
- Maugli kalandjai az őserdőben; ford. Benedek Marcell, ill. Haranghy Jenő; Győző, Bp., 1934
- Indiában történt; Napsugár, Bp., 1943 (Napsugár könyvek)
- Tilos terület; Siményi, Bp., 1943
- Túl a rácson; Aurora, Bp., 1943
- Ez India!; ford. Rácz György; Aurora, Bp., 1943
- Kincs a dzsungelben; Csongor, Bp., 1944
- Íme a Dzsungel; Csárdás, Bp., 1944

### 1945–
1945–1990 között zömmel a korábbi fordításokat adták ki, számos alkalommal.
- Tumai, az elefántok kedvence; ford. Mikes Lajos; Hungária Ny., Bp., 1949 (Forintos regény)
- A fantomriksa. Válogatott novellák; ford. Hajnal Péter, Kemény Dezső; Móra, Bp., 1991
- Maugli kalandjai az őserdőben. Fejezetek A dzsungel könyvéből gyerekeknek; ford. Benedek Marcell, versford. Weöres Sándor, ill. Haranghy Jenő; Móra, Bp., 1992
- A maharadzsa kincse; ford. Déry Tibor; Fátum-ars, Bp., 1994
- A sivatagi harcos; ford. G. Beke Margit; Fátum-ars, Bp., 1994
- Riki-tiki-tévi és más történetek; ford. Benedek Marcell, versford. Weöres Sándor; Ciceró, Bp., 1997 (Kenguru könyvek)
- Mesél a dzsungel; ford. Benedek Marcell, ill. Budai Tibor; Sensus, Bp., 2003
- Kim, az ördöngös; ford. Sári Júlia, versford. Tandori Dezső, ill. John Lockwood Kipling, utószó, jegyz. Sári László; Kelet, Bp., 2006
- Kipling állatmesék; szerk. Ballér Piroska, ford. Simon Mónika, ill. Andrej Klepakov, Larisza Klepakova; Canissa, Nagykanizsa, 2007
- Riki-tiki-tévi és más történetek. A dzsungel könyvének második része; ford. Benedek Marcell, versford. Weöres Sándor, ill. Szántó Piroska; Ciceró, Bp., 2007 (Klasszikusok fiataloknak)
- A dzsungel könyve. Regény. Maugli történetei; ford. Rindó Klára, Szabados Tamás; Könyvmolyképző, Szeged, 2008 (Jonatán könyvmolyképző)
- A dzsungel könyve. Mese a hűségről; átdolg. Jane Arlington, ford. Gordos Judit, ill. Joel Schick; Reader's Digest, Bp., 2009 (Tanulságos történetek)
- A Száz Bánat Kapuja. Elbeszélések; ford. Balogh Dániel et al., szerk., utószó Sári László; Palatinus, Bp., 2009 (Nobel-díjasok könyvtára)
- A fény kialszik; ford. M. Nagy Miklós; Kelet, Bp., 2009
- Indiai történetek. Válogatott elbeszélések; ford. Balogh Dániel et al., vál. Sári Júlia, utószó Sári László; Kelet, Bp., 2009
- Hogyvolt-mesék; ford. Elekes Dóra, Greskovits Endre, ill. Rudyard Kipling; Sziget, Bp., 2010
- Fekete és fehér. Indiai történetek; ford. Balassa József, 1930; Metropolis Media, Bp., 2010 (Irodalmi Nobel-díjasok könyvtára)
- A gondolkodó bika. Válogatott elbeszélések; ford. Balogh Dániel et al.; Kelet, Bp., 2010
- A dzsungel könyve; átdolg. Lisa Church, ford. Csonka Ágnes, ill. Lucy Corvino; Alexandra, Pécs, 2010 (Klasszikusok könnyedén)
- Kívánságok háza; ford. Kollárik Péter; Metropolis Media, Bp., 2010 (Galaktika fantasztikus könyvek)
- Aki király akar lenni. Válogatott elbeszélések; Kelet, Bp., 2010
- A dzsungel könyve; átdolg. Maria Seidemann, ford. Kincses Edit, ill. Ute Thönissen; Ciceró, Bp., 2012 (Klasszikusok kisebbeknek)
- A dzsungel könyve; ford. Varró Gábor, versford. Varró Dániel, ill. Békés Rozi; Ciceró, Bp., 2014
- A dzsungel könyve. 2. szint; Rudyard Kipling alapján átdolg. Sol Arráez, ill. Carmen Guerra, ford. Sándor István; Napraforgó, Bp., 2015 (Olvass velünk!)
- A dzsungel könyve; ford. Greskovits Endre, versford. Horváth Viktor, ill. Szabó Levente; Helikon, Bp., 2016
- The man who would be king / Az ember, aki király akart lenni; ford. Bánki Veronika; Kossuth, Bp., 2017 (Angol-magyar kétnyelvű klasszikusok)
- A dzsungel könyve 2. Riki-tiki-tévi és más történetek; ford. Rindó Klára; Könyvmolyképző, Szeged, 2017 (Kaméleon könyvek)

## Fordítás
- Ez a szócikk részben vagy egészben  a   Rudyard Kipling című angol Wikipédia-szócikk fordításán alapul.  Az eredeti cikk szerkesztőit annak laptörténete sorolja fel. Ez a jelzés csupán a megfogalmazás eredetét és a szerzői jogokat jelzi, nem szolgál a cikkben szereplő információk forrásmegjelöléseként.